# Vanessa Ferlito

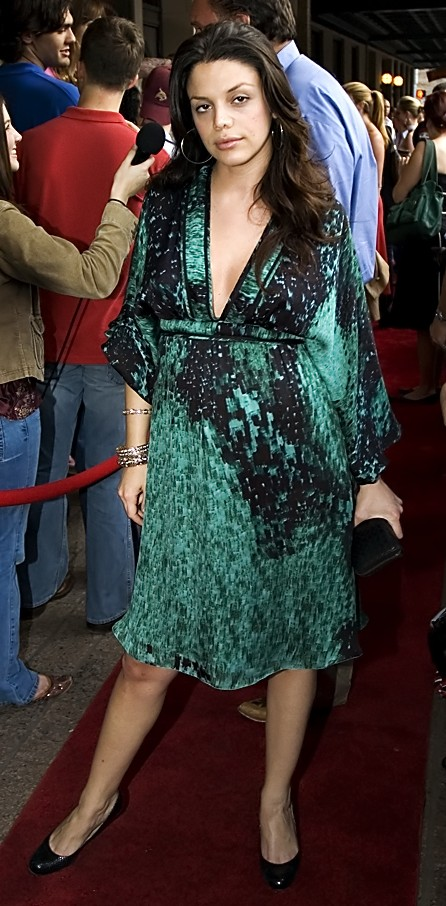
Vanessa Ferlito bei der Premiere des Films Grindhouse im April 2007

Vanessa Ferlito (* 28. Dezember 1977 in Brooklyn, New York City, New York) ist eine US-amerikanische Schauspielerin.

## Biografie
Ferlito hat italienische Vorfahren und ihre Eltern haben ein Geschäft in New York. Einem großen Publikum bekannt wurde Ferlito durch ihre Rolle als Aiden Burn in CSI: NY, dem zweiten Spin-off der Serie CSI: Vegas. Sie verließ die Serie 2005 nach den ersten beiden Folgen der zweiten Staffel und trat im weiteren Verlauf der zweiten Staffel als Mordopfer auf. Von 2013 bis 2015 spielte sie die DEA-Agentin Catherine DeMarco in der von USA Network produzierten Serie Graceland.
Im Juni 2016 wurde sie für die Hauptbesetzung der dritten Staffel von Navy CIS: New Orleans besetzt, in der sie eine FBI-Agentin spielt.

## Filmografie (Auswahl)
- 2001–2004: Die Sopranos (The Sopranos, Fernsehserie, 2 Folgen)
- 2002: On Line
- 2002: 25 Stunden (25th Hour)
- 2003: Undefeated (Fernsehserie)
- 2003: 24 (Fernsehserie, 11 Folgen)
- 2003: Law & Order (Fernsehserie, Folge 13x14)
- 2004: Spider-Man 2
- 2004: The Tollbooth
- 2004–2006: CSI: NY (Fernsehserie, 27 Folgen)
- 2005: Der Herr des Hauses (Man of the House)
- 2005: Shadowboxer
- 2007: Death Proof – Todsicher (Grindhouse: Death Proof)
- 2007: Descent
- 2008: Nothing Like the Holidays
- 2009: Julie & Julia
- 2009: Madea Goes to Jail
- 2010: Wall Street: Geld schläft nicht (Wall Street: Money Never Sleeps)
- 2011: Cooper and Stone (Fernsehfilm)
- 2012: Stand Up Guys
- 2013: Duke
- 2013–2015: Graceland (Fernsehserie, 38 Folgen)
- 2016: All Mistakes Buried
- 2016–2021: NCIS: New Orleans (Fernsehserie, 108 Folgen)
- 2023: Bookie (Fernsehserie, 8 Folgen)
- 2024: Griselda (Miniserie, 6 Folgen)